# 大八洲晃
大八洲 晃（おおやしま あきら、1906年3月10日 - 1975年4月27日）は、富山県西礪波郡（現・高岡市）出身で立浪部屋に所属した大相撲力士。本名は坂本 多喜知（さかもと たきち、旧姓：東爪）。最高位は西前頭10枚目（1936年5月場所）。現役時代の体格は192cm、120kg。得意手は左四つ、寄り。

## 人物
入門前に松竹で映画俳優をしていたという異色の経歴の持ち主。ほぼ同時期に立浪部屋に入門した双葉山と出世を争い、その体格から双葉山よりも有望視されていた。しかし、相手を引っ張り込むだけで技能に乏しい取り口だったため伸び悩んだ。
双葉山は幕下時代に大八洲に「右目が全然、見えないんだ」と打ち明けたが、それは引退するまで2人だけの秘密となった。
引退後は年寄・白玉を名乗り、立浪部屋付きの親方として後進を指導したほか、事務能力の高さを買われて相撲協会理事に就任し、名古屋場所担当を務めた。長年理事、監事を務め、名古屋場所や大阪場所が本場所に昇格する際に手腕を発揮した。停年直前の1971年1月廃業し、スポーツ紙に競馬予想の記事を書いていた。1975年4月、69歳で死去。

## 略歴
- 1927年5月場所 立浪部屋（師匠は元小結緑嶌）から初土俵を踏む[1]。
- 1932年2月場所 春秋園事件による番付編成変更により十両昇進。
- 1935年1月場所 新入幕[1]。
- 1939年1月場所 引退。年寄白玉を襲名[1]。
- 1971年1月場所 廃業。

## 主な成績
- 幕内在位：6場所
- 幕内戦績：29勝39敗　勝率.426
- 各段優勝：三段目1回（1930年3月場所）

## 幕内対戦成績
| 力士名 | 勝数 | 負数 | 力士名   | 勝数 | 負数 | 力士名   | 勝数 | 負数 | 力士名 | 勝数 | 負数 |
| ------ | ---- | ---- | -------- | ---- | ---- | -------- | ---- | ---- | ------ | ---- | ---- |
| 青葉山 | 0    | 1    | 天城山   | 1    | 0    | 綾川     | 0    | 2    | 綾錦   | 1    | 0    |
| 綾昇   | 1    | 0    | 綾若     | 0    | 4    | 射水川   | 0    | 2    | 大潮   | 1    | 0    |
| 大平山 | 3    | 1    | 渡嶋洋   | 1    | 0    | 加古川   | 1    | 0    | 笠置山 | 0    | 2    |
| 桂川   | 0    | 1    | 金湊     | 0    | 1    | 九州山   | 1    | 1    | 錦華山 | 2    | 0    |
| 駒ノ里 | 0    | 3    | 大邱山   | 1    | 0    | 髙登     | 0    | 1    | 太刀若 | 0    | 1    |
| 楯甲   | 0    | 1    | 伊達ノ花 | 2    | 0    | 玉ノ海   | 1    | 2    | 瓊ノ浦 | 1    | 1    |
| 筑波嶺 | 1    | 1    | 出羽ヶ嶽 | 1    | 0    | 出羽ノ花 | 1    | 2    | 土州山 | 1    | 2    |
| 富野山 | 1    | 1    | 防長山   | 0    | 3    | 星甲     | 0    | 1    | 前田山 | 0    | 1    |
| 三熊山 | 1    | 1    | 吉野岩   | 1    | 0    | 和歌嶌   | 2    | 1    |        |      |      |

## 改名歴
- 大八洲 多喜知（おおやしま たきち）1927年5月場所 - 1932年1月場所
- 大八洲 晃（ - あきら）1932年2月場所 - 1939年1月場所

## 年寄変遷
- 白玉 多喜知（しらたま たきち） 1939年1月 - 1971年1月